# Restless Heart
Restless Heart ist das 1997 veröffentlichte neunte Studioalbum der britischen Hard-Rock-Band Whitesnake, das unter anderem auch als „David Coverdale & Whitesnake“ veröffentlicht wurde.

## Produktion
Das Album wurde von 1995 bis 1997 im Studio Sierra Sonic in Reno, Nevada, aufgenommen, wo Sänger David Coverdale zu dieser Zeit lebte. Er produzierte das Album selbst, Björn Thorsrud war Toningenieur. Das Album wurde von Mike Shipley abgemischt und von Eddie Schreyer gemastert. Im Studio wurden Coverdale und Gitarrist Adrian Vandenberg, der auf diesem Album als einzigem Whitesnake-Album durchgängig zu hören ist, von Bassist Guy Pratt, Keyboarder Brett Tuggle und Schlagzeuger Denny Carmassi begleitet. Sie alle spielten auf der Coverdale/Page-Tour. Carmassi war auch Whitesnake-Mitglied auf der Greatest Hits-Tour.

## Titelliste
Alle Songs wurden von David Coverdale und Adrian Vandenberg geschrieben, wenn nicht anders angegeben.
| Nr.          | Titel                                   | Autoren                           | Länge |
| ------------ | --------------------------------------- | --------------------------------- | ----- |
| 1.           | „Don't Fade Away“                       |                                   | 5:02  |
| 2.           | „All in the Name of Love“               |                                   | 4:42  |
| 3.           | „Restless Heart“                        |                                   | 4:50  |
| 4.           | „Too Many Tears“                        |                                   | 5:44  |
| 5.           | „Crying“                                |                                   | 5:34  |
| 6.           | „Stay with Me“ (Lorraine-Ellison-Cover) | Jerry Ragovoy, George David Weiss | 4:09  |
| 7.           | „Can't Go On“                           |                                   | 4:27  |
| 8.           | „You're So Fine“                        |                                   | 4:34  |
| 9.           | „Your Precious Love“                    |                                   | 4:48  |
| 10.          | „Take Me Back Again“                    |                                   | 6:02  |
| 11.          | „Woman Trouble Blues“                   |                                   | 5:35  |
| Gesamtlänge: | Gesamtlänge:                            | Gesamtlänge:                      | 55:51 |

| Nr.          | Titel               | Autoren                               | Länge |
| ------------ | ------------------- | ------------------------------------- | ----- |
| 12.          | „Anything You Want“ |                                       | 4:11  |
| 13.          | „Can't Stop Now“    |                                       | 3:27  |
| 14.          | „Oi“ (Instrumental) | Denny Carmassi, Coverdale, Vandenberg | 3:47  |
| Gesamtlänge: | Gesamtlänge:        | Gesamtlänge:                          | 67:16 |

## Mitwirkende
| Whitesnake - David Coverdale – Gesang - Adrian Vandenberg – Gitarre - Guy Pratt – Bass - Denny Carmassi – Schlagzeug, Percussion - Brett Tuggle – Keyboards, Hintergrundgesang Gastmusiker - Tommy Funderburk – Hintergrundgesang - Beth Anderson – Hintergrundgesang - Maxine Waters – Hintergrundgesang - Elk Thunder – Mundharmonika - Chris Whitemyer – Percussion - Joel Hoekstra – Gitarre(2021 remix) - Derek Sherinian – Tasteninstrumente (2021 remix) - Christopher Collier – Percussion, Hintergrundgesang (2021 remix) | Produktion - David Coverdale – Produktion - Bjorn Thorsrud – Tontechnik - Mike Shipley – Mischung - Eddie Schreyer – Mastering - Chris Whitemyer – Gitarrentechniker - Gary Clark – Schlagzeugtechniker - Michael Bernard – Keyboard-Techniker Management - Howard Kaufman – Management - Clive Black – A&R Koordination - Nina Avramides – Koordination der Albumproduktion - Michael McIntyre – Koordination der Albumproduktion | Design - Hugh Syme – Art Direction, Logo-Design, Entwicklung des Coverkonzepts - David Coverdale – Entwicklung des Coverkonzepts - Dimo Safari – Entwicklung des Coverkonzepts - Mick McGinty – Illustration - Peacock – Künstlerische Gestaltung UK - Russell Young – front cover photography - Masa Ito – Linernotes (nur japanische Version) - Koh Sakai – Linernotes (nur japanische Version) - Ginger Kunita – Linernotes (nur japanische Version) | Wiederveröffentlichung - David Coverdale – ausführender Produzent - Michael McIntyre – Produzent - Tom Gordon – Produzent, Projektkoordination, Audiorestaurierung - Hugh Gilmour – A&R, Gestaltung, Linernotes - Jeremiah Luke Wynn – Tontechnik - Josh Bernhard – Tontechnik - Christopher Collier – Neuabmischung - Scott Hull – Remastering - Tyler Bourns – DVD-Authoring, Regisseur („The Making of Restless Heart“) - Ray Shulman – DVD-Authoring - Liuba Shapiro Ruiz – Produktmanager - Jörg Planer – weitere Memorabilien |

## Rezeption

### Rezensionen
Greg Prato von AllMusic schrieb: „Anstatt den Hörern mit einem Rocker zu Beginn des Albums den Schädel einzuschlagen, beginnt Coverdale das Album mit der bluesigen Ballade Don't Fade Away auf einer sanften Note, aber schon bald folgt härteres Material, einschließlich des riff-rockenden Titeltracks und Crying, das zeigt, dass die Zeppelin-Fixierung des Sängers geblieben ist. Die Zeiten mögen sich geändert haben, aber David Coverdale ist mit seinem alten Sound zufrieden - und langjährige Whitesnake-Fans werden sich freuen.“ Er wertete mit drei von fünf Sternen.

### Charts und Chartplatzierungen
| ChartsChartplatzierungen     | Höchstplatzierung | Wochen |
| ---------------------------- | ----------------- | ------ |
| Deutschland (GfK)            | 26 (8 Wo.)        | 8      |
| Österreich (Ö3)              | 45 (2 Wo.)        | 2      |
| Schweiz (IFPI)               | 23 (10 Wo.)       | 10     |
| Vereinigtes Königreich (OCC) | 34 (3 Wo.)        | 3      |